# Humanity
«Humanity» es una canción de la banda alemana de hard rock y heavy metal Scorpions, publicado como sencillo en marzo de 2007 por los sellos Sony Music y BMG Music e incluida como pista doce del disco Humanity: Hour I del mismo año. Fue escrita por Klaus Meine, Desmond Child, Marti Frederiksen y Eric Bazilian, cuyas líricas tratan sobre el daño que la humanidad genera en el mundo y cómo esta se está autodestruyendo. Cabe destacar que partes de los versos de la canción son hablados en los idiomas francés, español y alemán.
Un día antes del lanzamiento del sencillo, es decir el 24 de marzo de 2007, la banda interpretó la canción en el concierto especial para la celebración del aniversario 50 del Tratado de Roma, base de lo que sería la formación de la Unión Europea.
En el mismo año se grabó el vídeo musical por parte de Universal Music, en él se puede apreciar a la banda interpretar la canción y detrás de ellos aparecen imágenes de hambruna, guerra, destrucción ambiental y el atentado del 11 de septiembre a las Torres Gemelas.
Además la canción fue interpretada en vivo en 2007 en la ciudad de Manaus, Brasil dentro del marco de la gira mundial Humanity World Tour, cuya grabación quedó registrada en el DVD Amazonia: Live in the Jungle lanzado en 2009.

## Lista de canciones
| N.º | Título                                   | Duración |  |
| 1.  | «Humanity» (radio edit - incl. orquesta) | 4:06     |  |
| 2.  | «Humanity» (radio edit - excl. orquesta) | 4:06     |  |

## Músicos
- Klaus Meine: voz
- Rudolf Schenker: guitarra rítmica
- Matthias Jabs: guitarra líder
- Pawel Maciwoda: bajo
- James Kottak: batería